# PFNonwovens
PFNonwovens s.r.o. je předním českým výrobcem netkaných textilií (textilií z polymerových vláken spojovaných působením tlaku a horkého vzduchu), které nalézají využití především v oblasti výrobků určených pro osobní hygienu. Pro zákazníky vyrábí textilie typu spunbond a meltblown na bázi polypropylenu a polypropylenu/polyethylenu (PP a PP/PE). 
Produkty společnosti se využívají v pěti základních oborech – hygienické aplikace (dětské pleny, dámské hygienické prostředky), zdravotnické a ochranné oděvy (pokrývky hlavy, chirurgické pláště, návleky na obuv, chemické obleky, ochranné kombinézy a roušky), zemědělství (přikrývací textilie) a nábytkářství a stavebnictví (tepelné a zvukové izolanty, paropropustné zábrany pro stavbu střech, začišťovací textilie) a sorpční prostředky (utěrky a sorbenty).

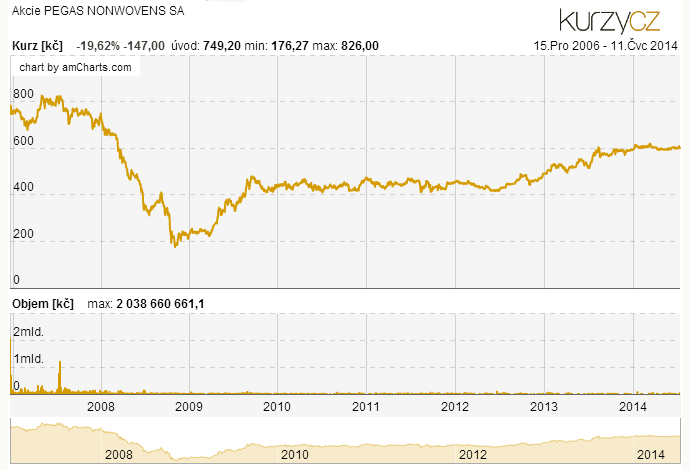
Akcie PEGAS NONWOVENS, graf ceny na Burze Praha

Pegas Nonwovens je součástí skupiny firem, kterou tvoří mateřská společnost v Lucembursku, holdingová společnost v České republice a čtyři provozní společnosti v České republice. Provozní společnosti operují ve dvou továrnách, které se nacházejí ve Znojmě a Bučovicích na jižní Moravě. 
30. listopadu 2006 podal Pegas Nonwovens žádost o přijetí všech kmenových akcií k obchodování na hlavním trhu Burzy cenných papírů Praha. Výbor pro kotaci Burzy cenných papírů Praha žádost schválil 1. prosince 2006.
18. prosince 2006 bylo zahájeno jejich podmíněné obchodování na Burze cenných papírů Praha.